# トータス松本
トータス松本（トータスまつもと、1966年12月28日 - ）は、日本のシンガーソングライター、俳優。ロックバンド・ウルフルズのボーカリスト。本名は松本 敦（まつもと あつし）。兵庫県多可郡黒田庄町（現在の西脇市）出身。血液型A型。

## 人物
黒田庄町立楠丘小学校（現・西脇市立楠丘小学校）、黒田庄町立黒田庄中学校（現・西脇市立黒田庄中学校）、兵庫県立社高等学校、大阪デザイナー専門学校ファッションデザイン学科卒業。
身長174cm。体重62kg（2011年2月22日時点）。血液型A型。既婚。通称は「魂揺さぶる男」。大のカメ好きであり、芸名の「トータス（tortoise）」はリクガメに由来している（シングルCD「そら」に掲載された映画「ガメラ」へのメッセージより。1978年に放送されていたテレビドラマ『がんばれ!レッドビッキーズ』の登場人物のトータス（演：加藤森士）に由来しているという話もある）。
バンド活動以外に俳優としても活動している。また、わいもくんの原作者でもある。

### 趣味
- サーフィン。湘南をホームポイントとしているという。
- ドラマを見ることが昔から好きであり、朝ドラの中では特に『おしん』の大ファン。また、自身のラジオやSNSで好きなドラマについて話すことも恒例となっており『直ちゃんは小学三年生』、『初恋の悪魔』、『コントが始まる』、『虎に翼』、『家族だから愛したんじゃなくて、愛したのが家族だった』、『アンメット』、『だが、情熱はある』、『アトムの童』、海外ドラマでは『ブレイキング・バッド』を好きなドラマに挙げている[8]。

### 苦手なこと
- 巨大物恐怖症であり、とくに大仏が苦手である。それを克服するために大仏を見に行っている。

### 家族
- 3人きょうだいの末っ子[9]。実家は自営業で両親は共働きであった[10]。『1億人の大質問!?笑ってコラえて!』（2016年2月10日放送）の「日本列島ダーツの旅」で、黒田庄町を訪れた時に両親が登場したことがある[11]。
- ロックバンド「ハシリコミーズ」のボーカル、松本アタルが実の息子

### 仕事についてのエピソード
- キャンディーズへの偏愛ぶりで知られ、ウルフルズのシングル「バンザイ 〜好きでよかった〜」のカップリングには、キャンディーズの「春一番」のカバーが収録されている。2019年の伊藤蘭ソロ歌手デビュー後は、足しげくそのコンサートに通っている。
- ビートたけし・ユースケ・サンタマリアとの音楽ユニットぢ・大黒堂のメンバーとしても活躍。荒井くん（以前のサブマネージャー）と音楽ユニット「サイモソ＆ガーファンクノレ」を結成。CDはウルフルショップで限定販売された。
- メントレG（2006年9月1日放映分）にゲスト出演した際、『ガッツだぜ!!』は当初オマケ曲であったこと、さらに『ガッツだぜ!!』というフレーズはKC&ザ・サンシャイン・バンドの『That's The Way』を聴いていたときに閃いたことなどの裏話を披露した。
- まてもとほほしの名で漫画の連載（『comicアレ!』誌、マガジンハウス刊。ウルフルズのブレイク後に『裏トータス』著者名は【トータス松本】名義の単行本が発売された）をしたことがある。この名でウルフルズの『爆発オンパレード』の再発盤ジャケットを描きおろした。
- 映画『UDON』に出演した際、「三船敏郎の映画に影響を受け、音楽をやめて俳優になろうと考えたことがある」と明かしている[12]。井上陽水には大賛成されたが[12]、奥田民生からは「たしかにお前は歌もギターも俺よりターヘーだけど、それでもやめることはないだろう」などと訳の分からない理由で説得され、引き留められる[12]。
- 漫画トライガンの登場人物、ウルフウッドは松本をモデルに誕生。
- 自身の楽曲、カバー曲ともに原曲の音程、リズムを崩して歌うことをよしとしておらず、原曲のまま歌うことを意識している。

### その他
- 大阪市中津のインド喫茶「カンテ・グランデ」で働いていたことがある[13]。構成作家の高須光聖はアルバイト先の先輩であり、ウルフルケイスケ、ジョン・Bも共に働いていた[14]。「カンテ・グランデ」は日本でチャイという飲料を広めた初期の店の一つであり、「大阪ストラット・パートII」の歌詞にある「カンテG」とはこの店のことである[13]。
- 定期的な健康診断は受けていないため、健康状態は不明[15]。
- 人物項にも記されている通り「亀」好きである。幼少期に見ていたテレビドラマ「がんばれ!レッドビッキーズ」で亀を可愛がる少年・トータスが気になり[16]、「トータスとは亀を意味する言葉なのか？」と辞書を引いて「陸亀」を意味する言葉と知る。のちに芸名に亀を用いた名前を考えた際に、一般的に知られている「タートル」より、自分らしいと「トータス」を選んだ（1997年3月22日放送『LOVE LOVE あいしてる #22』「ゲストとのLOVELOVEなトーク」にて発言[17]）。

## ディスコグラフィ

### シングル
|          | 発売日        | タイトル                                               | 最高位 |
| -------- | ------------- | ------------------------------------------------------ | ------ |
| 企画盤   | 2007年4月18日 | おはようJAPAN （RYO the SKYWALKER & トータス松本名義） | 26位   |
| 1st      | 2008年6月4日  | 涙をとどけて                                           | 10位   |
| 2nd      | 2009年4月1日  | 僕がついてる                                           | 15位   |
| 3rd      | 2009年6月3日  | 明星                                                   | 15位   |
| 4th      | 2010年2月10日 | ストレイト／ポーチライト                               | 13位   |
| 5th      | 2010年7月7日  | クリア!／どれだけの朝と夜を 〜シュアリー・サムデイ〜   | 30位   |
| 6th      | 2011年7月13日 | あっというまっ!                                        | 57位   |
| 7th      | 2012年3月7日  | ブランコ                                               | 32位   |
| 企画盤   | 2012年7月25日 | STARS （Superfly & トータス松本名義）                  | 15位   |
| 配信限定 | 2017年4月20日 | 目抜き通り （椎名林檎とトータス松本名義）              |        |

### アルバム
|          | 発売日        | タイトル                       | 最高位 |
| カバー   | 2003年2月19日 | TRAVELLER                      | 15位   |
| 1st      | 2009年7月15日 | FIRST                          | 9位    |
| 2nd      | 2010年9月8日  | マイウェイ ハイウェイ          | 11位   |
| 配信限定 | 2011年5月28日 | ア・カペラ!! in 福岡 2011.5.27 |        |
| カバー   | 2012年2月8日  | TWISTIN' THE NIGHT AWAY        | 33位   |
| 3rd      | 2012年8月22日 | NEW FACE                       | 23位   |

### 映像作品
| リリース日    | タイトル      |
| ------------- | ------------- |
| 2011年4月13日 | Myway Highway |

### 楽曲提供
| リリース日     | 曲名                             | 収録された作品                                            |            |
| -------------- | -------------------------------- | --------------------------------------------------------- | ---------- |
| 1997年12月12日 | ネホリーナハホリーナ             | PUFFY「MOTHER／ネホリーナハホリーナ」                     | 作詞・作曲 |
| 1998年10月31日 | 僕の人生の今は何章目ぐらいだろう | 吉田拓郎『Hawaiian Rhapsody』                             | 作詞・作曲 |
| 2003年6月25日  | 愛と勇気                         | SMAP『SMAP 016／MIJ』                                     | 作詞・作曲 |
| 2003年6月25日  | Easy Go Lucky!                   | SMAP『SMAP 016／MIJ』                                     | 作詞・作曲 |
| 2005年6月29日  | 筑波山麓Go★Go伝説                | ゴールデンゴールズ with トータス松本「筑波山麓Go★Go伝説」 | 作詞・作曲 |
| 2008年3月26日  | オレじゃなきゃ、キミじゃなきゃ   | 20th Century「オレじゃなきゃ、キミじゃなきゃ」            | 作詞・作曲 |
| 2009年7月15日  | Honey                            | 上戸彩「Happy Magic〜スマイルプロジェクト〜」             | 作詞・作曲 |
| 2019年5月29日  | ああ私ったら！                   | 伊藤蘭「My Bouquet」                                      | 作詞・作曲 |
| 2021年9月1日   | あなたのみかた                   | 伊藤蘭「Beside you」                                      | 作詞・作曲 |
| 2023年7月19日  | 春になったら                     | 伊藤蘭「LEVEL 9.9」（奥田民生と共作）                     | 作詞・作曲 |

### 参加作品
| リリース日     | 曲名                                                  | 収録された作品                                              |
| -------------- | ----------------------------------------------------- | ----------------------------------------------------------- |
| 2003年8月21日  | It's So easy!! feat. トータス松本                     | BLACK BOTTOM BRASS BAND『ハッピーラッシュ』                 |
| 2005年5月18日  | はつ恋の〜What's Going On〜 feat. トータス松本        | LITTLE「はつ恋の〜What's Going On〜 feat. トータス松本」    |
| 2006年5月31日  | 友情のエール                                          | YELL FROM NIPPON「友情のエール」                            |
| 2008年6月25日  | 笑ってみせてくれ                                      | BAND FOR "SANKA"「笑ってみせてくれ」                        |
| 2009年2月18日  | どうにかなるさ feat. トータス松本                     | ムッシュかまやつ『1939〜MONSIEUR』                          |
| 2009年6月10日  | Here Comes The Hero feat. トータス松本                | RIP SLYME『JOURNEY』                                        |
| 2010年3月3日   | 邪魔にならない程度の僕で                              | 所ジョージ!『コケッコウ!!〜七色の声〜』                     |
| 2011年5月4日   | スマイル feat. トータス松本                           | ジョン・B&ザ・ドーナッツ!「スマイル feat. トータス松本」    |
| 2012年3月7日   | All You Need Is Love                                  | JAPAN UNITED with MUSIC「All You Need Is Love」             |
| 2015年11月25日 | L-O-V-E duet with トータス松本                        | 坂本冬美「Love Songs VI 〜あなたしか見えない〜」            |
| 2020年12月23日 | ふしぎなふしぎな生きもの featuring vocal トータス松本 | 岡崎体育「「劇場版ポケットモンスター ココ」テーマソング集」 |
| 2023年7月19日  | 春になったら featuring chorus 奥田民生＆トータス松本  | 伊藤蘭「LEVEL 9.9」                                         |
| 2023年12月12日 | KANのChristmas Song 2023                              | 未音源化                                                    |

#### 映画音楽
- アニバーサリー（2016年10月22日公開） - 劇伴担当、主題歌「ふたりデｨ!」[20]

### 単行本
| リリース日     | タイトル                                |
| -------------- | --------------------------------------- |
| 1996年9月19日  | 別トータス松本                          |
| 1997年7月21日  | トータス松本の猫チョップ                |
| 1998年5月21日  | バチモンやんけ!                         |
| 1999年10月21日 | 東京モミ                                |
| 2005年4月      | わいもくん たんじょうの巻               |
| 2008年4月25日  | 歌いたいんや!〜思い出せるだけの思い出〜 |
| 2011年3月19日  | 部屋の隅っこには恋のかけら              |

## タイアップ一覧
| 起用年                  | 曲名                                        | タイアップ                                                            |
| ----------------------- | ------------------------------------------- | --------------------------------------------------------------------- |
| トータス松本            |                                             |                                                                       |
| 2003年                  | Stubborn Kind of Fellow                     | トヨタ自動車「ヴォクシー」TVCMソング                                  |
| 2008年                  | 涙をとどけて                                | 日本テレビ系 水曜ドラマ『ホカベン』主題歌                             |
| 2008年                  | 花のように 星のように                       | 日活配給映画『ブタがいた教室』主題歌                                  |
| 2009年                  | エビデイ                                    | イオンリテール「トップバリュ クーリッシュファクト」CMソング           |
| 2009年                  | みいつけた!                                 | NHK教育『みいつけた!』エンディングテーマ                              |
| 2009年                  | 明星                                        | サントリー「PEPSI NEX『歌おうぜ!』」キャンペーンソング                |
| 2010年                  | ストレイト                                  | 関西テレビ・フジテレビ系ドラマ『まっすぐな男』主題歌                  |
| 2010年                  | ポーチライト                                | 間寛平「アースマラソン」応援歌                                        |
| 2010年                  | クリア!                                     | アサヒビール「クリア アサヒ」CMソング                                 |
| 2010年                  | どれだけの朝と夜を 〜シュアリー・サムデイ〜 | 松竹配給映画『シュアリー・サムデイ』オリジナルソング                  |
| 2010年                  | 僕は海じゃない                              | 学校法人モード学園「首都医校・大阪医専・名古屋医専」CMソング          |
| 2010年                  | ハッピーアワー                              | 毎日放送開局60周年記念ソング                                          |
| 2011年                  | あっというまっ!                             | NHK教育『みいつけた!』エンディングテーマ                              |
| 2011年                  | 上を向いて歩こう                            | ショウゲート配給映画『極道めし』エンディングテーマ                    |
| 2012年                  | ブランコ                                    | TBS系 パナソニック ドラマシアター『ステップファザー・ステップ』主題歌 |
| 2012年                  | 笑ってみ                                    | J:COM/au ドラマ Joker<ジョーカー>『ドラマ東野圭吾シリーズ"笑"』主題歌 |
| 2012年                  | 無我夢中                                    | NHK『ロボコン2012』テーマソング                                       |
| 2012年                  | いつもの道をゆく                            | 日本グッドイヤー「ICE NAVI ZEA Ⅱ」CMソング                            |
| 2012年                  | 東京ニューフェイス                          | JALカード CMソング                                                    |
| 2020年                  | ふしぎなふしぎな生きもの                    | 東宝配給アニメ映画『劇場版ポケットモンスター ココ』主題歌             |
| Superfly & トータス松本 |                                             |                                                                       |
| 2012年                  | STARS                                       | フジテレビ系ロンドンオリンピック中継テーマソング                      |
| 椎名林檎とトータス松本  |                                             |                                                                       |
| 2017年                  | 目抜き通り                                  | 大型商業施設「GINZA SIX」テーマソング                                 |

## ライブ
- 2003.03.10 愛知・CLUB DIAMOND HALL
- 2003.03.12 神奈川・CLUB CITTA'
- 2003.03.14 大阪・ON AIR OSAKA
- 2003.03.15 兵庫・チキンジョージ
- 2003.03.17 広島・広島クラブクアトロ
- 2003.03.18 福岡・クロッシングホール
- 2003.03.20 高知・BAY5 SQUARE
- 2003.03.23 宮城・ビーブベースメントシアター
- 2003.03.25 新潟・新潟PHASE
- 2003.03.28 東京・新宿リキッドルーム

- 2009.07.26 神奈川・由比ヶ浜・PEPSI NEX Beach Party with MTV

- 2009.09.19 埼玉・戸田市文化会館
- 2009.09.21 大阪・大阪厚生年金会館・大ホール
- 2009.09.22 香川・サンポートホール高松
- 2009.09.24 広島・広島ALSOKホール
- 2009.09.26 福岡・福岡サンパレス
- 2009.09.28 兵庫・神戸国際会館・こくさいホール
- 2009.10.02 宮城・東京エレクトロンホール宮城
- 2009.10.06 愛知・中京大学文化市民会館・オーロラホール
- 2009.10.09 大阪・大阪国際会議場・メインホール（追加公演）
- 2009.10.14 北海道・道新ホール（追加公演）
- 2009.10.15 北海道・道新ホール
- 2009.10.22 新潟・新潟市民芸術文化会館・劇場
- 2009.10.25 東京・渋谷C.C.Lemonホール
- 2009.10.26 東京・渋谷C.C.Lemonホール

- 2010.08.28 兵庫・兵庫県立播磨中央公園・野外ステージ

- 2010.11.04 埼玉・三郷市文化会館
- 2010.11.07 石川・金沢市文化ホール
- 2010.11.09 愛知・愛知県芸術劇場
- 2010.11.16 高知・高知市文化プラザかるぽーと・大ホール
- 2010.11.18 京都・京都会館・第一ホール
- 2010.11.21 岡山・倉敷市芸文館
- 2010.11.23 宮城・仙台市民会館・大ホール
- 2010.11.26 広島・アステールプラザ・大ホール
- 2010.11.29 兵庫・神戸国際会館・こくさいホール
- 2010.12.05 香川・サンポートホール高松
- 2010.12.12 新潟・新潟市民芸術文化会館
- 2010.12.14 東京・渋谷C.C.Lemonホール
- 2010.12.15 東京・渋谷C.C.Lemonホール
- 2010.12.21 北海道・札幌市教育文化会館・大ホール
- 2010.12.25 福岡・福岡国際会議場・メインホール（追加公演）
- 2010.12.26 福岡・福岡国際会議場・メインホール
- 2010.12.29 大阪・大阪国際会議場・メインホール

- 2011.05.26 福岡・赤坂ル・アンジェ教会
- 2011.05.27 福岡・赤坂ル・アンジェ教会
- 2011.05.30 大阪・大阪市中央公会堂
- 2011.05.31 愛知・千種文化小劇場
- 2011.06.02 東京・キリスト品川教会
- 2011.06.03 東京・キリスト品川教会
- 2011.06.09 北海道・ICF札幌リラベル教会
- 2011.06.10 北海道・ICF札幌リラベル教会
- 2011.06.12 宮城・仙台セント・ジョージ教会
- 2011.06.13 宮城・仙台セント・ジョージ教会

- 2011.08.27 兵庫・兵庫県立播磨中央公園・野外ステージ

## 出演

### NHK紅白歌合戦出場歴
| 年度               | 放送回 | 回数 | 曲目       | 出演順 | 対戦相手   | 備考                      |
| ------------------ | ------ | ---- | ---------- | ------ | ---------- | ------------------------- |
| 2017年（平成29年） | 第68回 | 初   | 目抜き通り | 33/45  | (椎名林檎) | ウルフルズとして、2回出場 |

### テレビドラマ
- 涙をふいて（2000年、フジテレビ） - 手塚真太朗 役
- ギンザの恋（2002年、読売テレビ） - 松田一太 役
- お義母さんといっしょ（2003年、フジテレビ） - 荒巻良介 役
- ナニワ金融道 パート6（2005年、フジテレビ） - 竹下稔 役
- MR.BRAIN（2009年、TBS） - 難波丈太郎 役
- NHK大河ドラマ
  - 龍馬伝（2010年） - ジョン万次郎 役
  - いだてん〜東京オリムピック噺〜（2019年）- 河西三省 役
- 家族のうた（2012年、フジテレビ） - 水島明良 役
- スニッファー 嗅覚捜査官（2016年、NHK） - 仙崎士郎 役
- 悦ちゃん〜昭和駄目パパ恋物語〜 最終回（2017年、NHK） - 大将 役
- 連続テレビ小説[注釈 2] おちょやん（2020年11月30日 - 2021年5月14日、NHK） - 竹井テルヲ 役

### 映画
- 竜馬の妻とその夫と愛人（2002年、東宝） - 坂本竜馬 役
- ゲロッパ (2003年、シネカノン) - ロック歌手　役
- UDON（2006年、東宝） - 鈴木庄介 役
- 少林少女（2008年） - スポーツ用品店の店主 役
- Myway Highway（2010年、東映）
- ゆきてかへらぬ（2025年、キノフィルムズ） - 鷹野叔 役[22]
- 裏社員。-スパイやらせてもろてます‐（2025年、松竹）[23]
- 映画 おっさんのパンツがなんだっていいじゃないか!（2025年、ギャガ） - 鎌田陽一 役[24]

### バラエティ
- 夕陽のドラゴン（1995年4月 - 1997年3月、スペースシャワーTV） - 司会
- 新橋ミュージックホール（1997年10月1日 - 1999年3月27日、讀賣テレビ放送） - 松本亀吉 役
- 探偵!ナイトスクープ（2020年1月31日） - 本名の松本敦名義で、一般の依頼者として登場。

### ドキュメンタリー
- わたしが子どもだったころ (テレビ番組)（2007年8月1日(NHKデジタル衛星ハイビジョン)、2008年6月16日(NHK総合)）[25]

### ラジオ
- MUSIC GUMBO（FM802／隔週日曜日22:00 - 24:00／1996年04月07日 -1997年03月）
- OH! MY RADIO（J-WAVE／火曜日22:00 - 23:50、水曜日24:30 - 26:00／火曜：2003年4月1日 - 2005年3月29日、水曜：2007年10月3日 - 2009年3月25日）
- RADIPEDIA（J-WAVE／木曜日24:00 - 26:00／2012年1月5日 - 2012年3月29日）
- Got You OSAKA（FM COCOLO／日曜日14:00 ‐ 16:00／2018年4月1日 ‐ ）

### CM
- トヨタ自動車 「ヴォクシー」（2001年 - 2004年）
- 日本ケンタッキー・フライド・チキン「カーネルフェスティバル」編（2006年）[26]
- アサヒビール「クリアアサヒ」（2010年 - ）
- ACジャパン「日本の力を、信じてる。」（2011年）
- 株式会社 明治「明治プロビオヨーグルトLG21」『LG21マーチ オフィス』篇・『LG21マーチ 社員食堂』篇（2019年5月 - ） ※宮崎あおいと共演
- エドウイン「EDWIN 503」（2022年9月 - ）※Web CM[27]

### 声優
- みいつけた!（NHK教育テレビ） - トータスイス 役
- わいもくん たんじょうの巻（アイフリーク） - ナレーション
スマートフォン向け電子絵本アプリ「こえほん」内で配信

劇場アニメ
- ロラックスおじさんの秘密の種 - ワンスラー 役
- ちびまる子ちゃん イタリアから来た少年（2015年12月23日） - 大阪のおっちゃん 役[28]